# Alì (Italia)
Alì (Alì Susu in siciliano) è un comune italiano di 616 abitanti della città metropolitana di Messina in Sicilia.

## Geografia fisica
Sorge in collina e dista circa 30 chilometri a sud dal capoluogo metropolitano. È posto alle pendici del colle Sant'Elena nei monti Peloritani a 450 m s.l.m.
Per la sua posizione è stato definito "una veranda pensile sullo Ionio".

## Storia

### Età antica
Le uniche notizie sulla storia antica e medioevale di Alì sono riportate dal frate cappuccino aliota fra' Serafino d'Alì (1701-1768), il quale nel 1754 stilò un prezioso manoscritto dal titolo: Della Storia di Alì e suo territorio, ovvero sua fondazione ed origini e quanto in essa si racchiude e si contiene ricco di notizie sulle origini del paese.
Secondo il testo, Alì sarebbe stata fondata, nel 638 a.C., da colonizzatori greci provenienti dall'Elide, regione della Grecia situata nella parte occidentale del Peloponneso. L'originario abitato era situato sull'attuale Piano Mollerino, molto vicino al Promontorio d'Alì ed a breve distanza dal mare. 
Successivamente, forse a causa di scorrerie piratesche, l'abitato di Piano Mollerino venne abbandonato, si optò per un sito senza dubbio più sicuro: l'altipiano in cima al Monte Scuderi. Tale insediamento non si rivelò adatto, essendo estremamente esposto ai venti e alle intemperie, soprattutto durante l'inverno. Si decise di spostare l'abitato in un terzo sito, alle pendici del Monte Sant'Elena, dove la cittadina crebbe e prosperò fino ai nostri giorni.
La cittadina di Elis, così chiamata dai suoi abitanti in ricordo della madrepatria, era posta sotto la giurisdizione della polis siceliota di Zancle (Messina) rientrando altresì nel più vasto Arcontato di Sicilia fondato da Dionisio I che divenne " Basìleia tes Sikelìas " (Regno di Sicilia) con Agatocle. Con molta probabilità, gli abitanti dell'antica Elis erano dediti all'agricoltura e specializzati nello sfruttamento delle abbondanti risorse minerarie del territorio circostante.
Nel 250 a.C., in occasione della Prima guerra punica, che vide contrapposti i Romani, alleati dei Mamertini padroni di Messina, contro i Cartaginesi e gli alleati di Sicelioti, Elis subì la distruzione da parte dei siracusani guidati dal Tiranno di Siracusa Gerone II. Dopo questo drammatico evento non abbiamo più notizie storiche sull'antica Elis, non sussistendo informazioni riguardanti l'età romana, Sicilia bizantina e l'Emirato di Sicilia.
Tra le ipotesi riguardanti la fondazione del paese, è stata avanzata anche quella secondo cui questa sarebbe avvenuta da parte dei musulmani. La denominazione potrebbe quindi derivare da ʿAlī ibn Abī Ṭālib, genero e cugino di Maometto.

### Età medievale
Nel 1093, il re Ruggero I di Sicilia, concesse i villaggi di Alì ed Itala ai monaci basiliani del monastero dei Santi Pietro e Paolo di Itala. L'abate di quel monastero divenne così barone di Alì e di Itala, esercitando sui due villaggi il potere di mero et mixto imperio. Il centro di Alì e quello di Itala erano posti sotto la giurisdizione ecclesiastica dell'archimandrita di Messina. Nel 1468, Alì venne inglobata nella minuscola diocesi archimandritale di Savoca.
Durante tutto il XVI secolo, Alì conobbe un periodo di grande sviluppo economico, edilizio e demografico, grazie ai proventi derivanti dall'estrazione mineraria e dalla coltivazione dell'olivo. Proprio in questo secolo sorsero l'attuale Duomo di Sant'Agata (1565) e il Convento dei Cappuccini (1574). Rapporti privilegiati sussistevano tra Alì e Messina, tanto che la città dello stretto "non isdegnava ad ammettere Alì al godimento di molti suoi privilegi ed anco al concorso dell'annua senatoria elezione". Inoltre i legami erano rafforzati dalle molte famiglie aliesi dei ceti più facoltosi imparentate con quelle dell'aristocrazia messinese.

### Età moderna
In occasione della Rivolta antispagnola di Messina del 1674/'78, Alì, come Fiumedinisi e Savoca, rimase fedele alla monarchia spagnola. La conseguenza fu che Alì dovette subire la devastazione ed il saccheggio ad opera dei messinesi. Alì, in quell'occasione venne inserita nel novero dei centri posti sotto la giurisdizione militare di Savoca. A causa di tali eventi, come riporta frà Serafino, "cadde senza più salire alla primitiva grandezza". Bisogna ricordare che i rapporti tra Alì e il monastero basiliano di Itala non furono mai idilliaci. Infatti, sulla questione delle rendite si accesero gravi controversie, la più acre fu quella sui diritti vantati sulla sansa che si trascinò per tutto il Settecento, concludendosi soltanto nel 1799.
Le fonti di frà Serafino riferiscono che fu proprio nel 1746 che in località Piano Mollerino, si rinvennero numerosi reperti archeologici consistenti in resti di edifici, ceramiche, monete, sepolture e scheletri umani.
Il terremoto del 1783 causò alcuni danni all'abitato ma il paese si risollevò. Successivamente ebbe inizio un processo di spopolamento ed esodo a vantaggio di Marina di Alì. Tra il settecento e l'ottocento Marina di Alì divenne meta dei viaggiatori europei per le sue fonti termali attive ancora oggi.

### Età contemporanea
Nel 1812, una nuova Costituzione abolì il feudalesimo nel Regno di Sicilia, la Terra d'Alì divenne comune di Alì; la cittadina venne inserita nel Distretto di Castroreale e divenne capoluogo dell'omonimo circondario di Alì. Nel 1910 la frazione di Alì Marina si staccò dal capoluogo, dando origine all'attuale comune di Alì Terme (dal 1928 al 1946 tuttavia furono riuniti in un unico comune). Da allora, per distinguere i due centri, il borgo collinare fu chiamato anche Alì Superiore, nome però che non venne mai adottato ufficialmente.
Tra la fine dell'Ottocento e l'inizio del novecento il paese di Alì è stato sede di diverse industrie: si ricordino quella del ghiaccio, del gesso e delle cassette per imballaggio.

### Simboli
Lo stemma del comune di Alì è così blasonato:
Il gonfalone è un drappo di bianco.

## Monumenti e luoghi d'interesse

### Architetture religiose
Duomo di Sant'Agata
Chiesa del Santissimo Rosario
È ubicata sopra l'abitato di Alì. Come testimonia Gaetano La Corte Cailler, venne edificata ad opera della famiglia Fama, nel 1624, ed abbellita al suo interno da Pietro Fama. Il prospetto principale presenta un pregevole portale in pietra locale che riproduce, in forma più ridotta, il portale della Chiesa di Sant'Agata e il campanile edificato nella stessa epoca della Chiesa. Al suo interno si conservano: alcuni quadri degni di nota come la tavola, di scuola messinese, della Madonna del Rosario (XVI sec) impreziosita da una manta d'argento, un crocifisso ligneo e stucchi interessanti.
Chiesa Santa Maria del Bosco

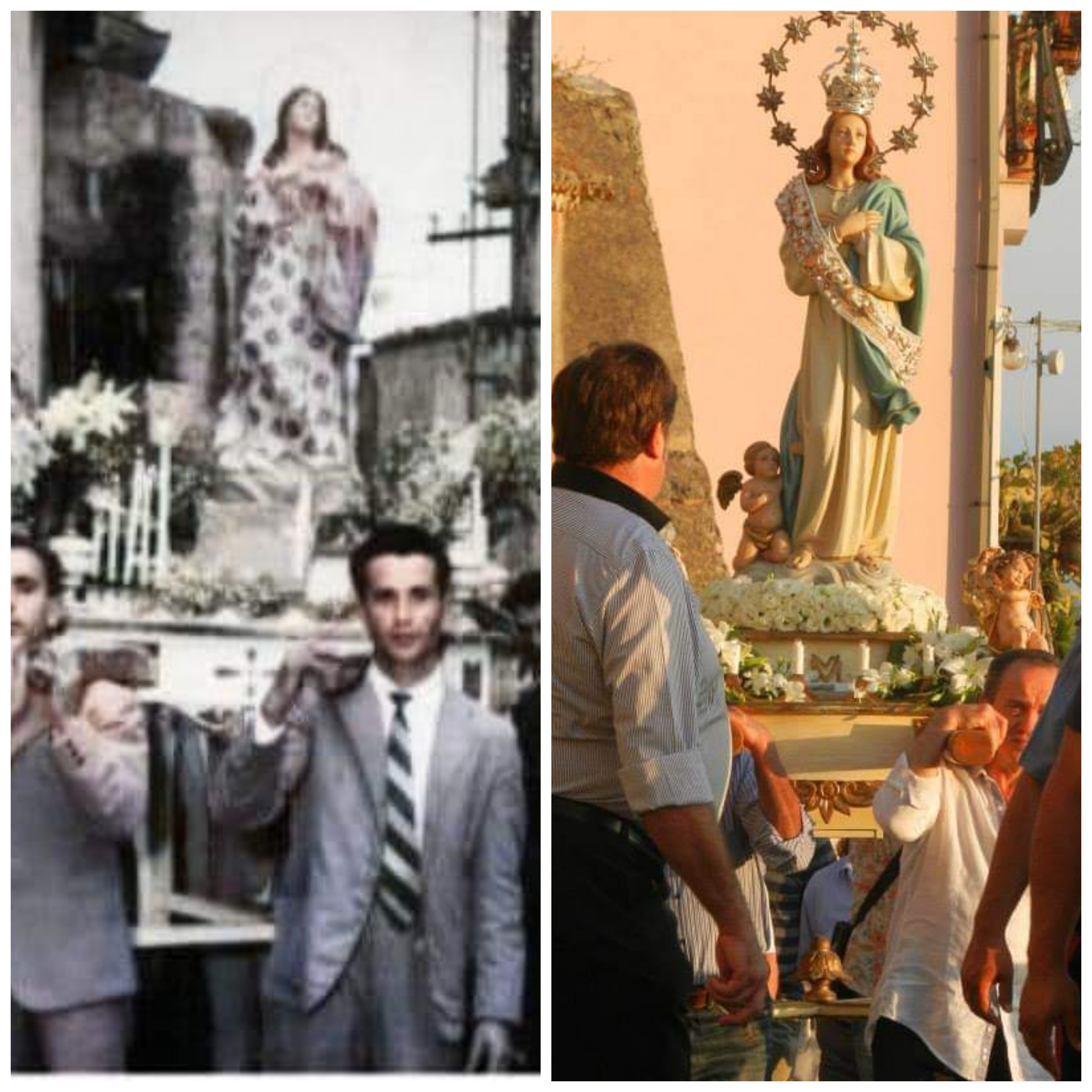
Processione della Vergine del Bosco, anni '50 del 1900 e 2014

È situata fuori dal centro abitato, in mezzo ad un boschetto di castagni, sulla strada verso Monte Scuderi. Secondo Vito Maria Amico è di antichissima origine, ma i numerosi restauri ne hanno trasformato profondamente la fisionomia originaria. Ha forma rettangolare, esigue dimensioni ed un solo altare. Nel 1915 venne danneggiata da un incendio che distrusse l'antica statuetta in alabastro della Vergine del Bosco (iconograficamente un'Immacolata) e un quadro raffigurante una Madonna con bambino. Così, negli anni successivi, fu acquistata una nuova statua in legno della Madonna, che consentì ai fedeli di continuare l'antichissima devozione per la Vergine del Bosco. La festa, con le processioni, si svolge la seconda domenica di settembre e il giorno precedente.
Chiesa dello Spirito Santo
Venne edificata nel 1445, con annesso monastero. Presenta una finestra circolare a conci bicromi di tipologia medioevale. Pregevole il portale in pietra calcarea, di realizzazione posteriore, con timpano triangolare di gusto rinascimentale, in posizione sfalsata rispetto all'asse principale della facciata.
Chiesa di Sant'Antonio da Padova
Appena fuori dal paese, salendo verso i monti, la piccola chiesa sorge in una località amena: è situata su un terreno roccioso con una piccola piazza antistante dalla quale si ammira il panorama del paese. Con molta probabilità risale al seicento. La Chiesa di piccole dimensioni, ha un'unica navata e un unico altare. Sul sagrato si trova una colonna votiva mozzata, probabilmente crocifera come quelle che ancora esistono in altre località dei dintorni.
Chiesa delle Anime del Purgatorio
È chiamata anche Oratorio delle Anime del Purgatorio. Venne costruita nel 1717 ad opera di don Giovanni Fiumara, nobile locale. È ad unica navata, il portale d'ingresso è sormontato da un bassorilievo del settecento raffigurante la Madonna del Carmelo tra le anime purganti. Dopo un piccolo restauro avvenuto negli anni 2000 è di nuovo fruibile al pubblico e alla celebrazioni eucaristiche.
Chiesa dell'Immacolata
La Chiesa dell'Immacolata è legata alla storia religiosa degli alioti: è stata infatti la prima chiesa madre del paese. Distrutta e riedificata più volte, dopo la costruzione dell'attuale Duomo, cambiò il suo nome in quello di S. Agata la Vetere. Ancora Frà Serafino ci informa che sulla terra di Alì ebbe sede la "Congregazione della Sciabica".
Chiesa di San Giuseppe
Sorge al centro del paese, la struttura interna è stata completamente rimaneggiata negli anni. L'altare maggiore, data la sua bellezza artistica, è stato trasportato negli anni settanta nella Chiesa Madre. Dopo i successivi lavori di restauro, l'unico particolare originale rimasto è il portale in pietra calcarea con timpano triangolare. Al suo interno si trova un pregiato altare marmoreo e le statue di San Giuseppe con bambino e della Madonna del Carmelo.
Convento dei Cappuccini e chiesa di Santa Maria degli Angeli
Venne fondato nel 1574, su iniziativa di padre Girolamo da Città di Castello e nel 1589 venne ulteriormente ampliato. La chiesa del Convento, restaurata nel 1835 e nel 1901, fu venduta alla famiglia Broccio di Alì. Il convento, già dal 1865, era passato nelle proprietà della famiglia aliota dei Davì. 
La chiesa ha una pianta rettangolare a navata singola. Il portale architravato dell'ingresso è preceduto da un atrio nartece coperto da una volta a crociera, alla maniera degli edifici sacri paleocristiani. L'abside rettangolare, tipicamente cinquecentesca, è separata dalla navata mediante un imponente arco trionfale a tutto sesto.
Accanto alla chiesa si trova il massiccio edificio del convento. Curiosamente il convento dei Cappuccini di Alì venne fondato dallo stesso frate e nello stesso anno in cui fu fondato quello di Savoca, città dalla quale Alì dipendeva dal punto di vista religioso. La chiesa è stato oggetto di un discusso restauro nei primi anni duemila

### Architetture civili
Palazzo della famiglia Maggiore
Si erge nel centro abitato, nelle vicinanze della chiesa dello Spirito Santo. Edificato dalla famiglia Maggiore, nobile e facoltosa famiglia aliota, tra la fine del cinquecento e gli inizi del seicento. È un interessante esempio di manierismo michelangiolesco. Elevato su due livelli, probabilmente fu progettato da qualche allievo dell'architetto carrarese Andrea Calamech. Molte, infatti, sono le affinità con gli elementi scultorei decorativi del Palazzo Grano di Messina opera del Calamech, distrutto dal terremoto del 1908.
Sulla facciata, risaltano il possente portale bugnato d'ingresso ad arco a tutto sesto con il concio di chiave a forma di mascherone apotropaico sormontato dallo stemma nobiliare dei Maggiore; il balcone del piano nobile con ringhiera panciuta in ferro battuto sostenuto da tre mensoloni, e sotto il cornicione del tetto, i quattro gocciolatoi forgiati a immagine di figure mostruose.
L'interno, a piano terra, è costituito dal tipico androne di ingresso di un palazzo nobiliare con il corpo scala di accesso al piano nobiliare dell'abitazione. In fondo si trova la fontana, visibile dall'ingresso, quale elemento di fuga prospettica e quinta scenografica. Ai lati vi sono dei lavatoi nascosti nella muratura e accessibili lateralmente.
Palazzo della famiglia Fama
Il Palazzo della Famiglia Fama, coevo del Palazzo della Famiglia Maggiore, è un esempio di tardo manierismo michelangiolesco. Costruito su due livelli, con un portale a bugne quadrate, dal quale si accede in un ampio androne. Il retrostante cortile interno è abbellito al centro da una fontana artistica.

## Società

### Evoluzione demografica
Abitanti censiti

## Economia
Ha sede nel territorio comunale un importante stabilimento di acque oligominerali.

## Amministrazione
Di seguito è presentata una tabella relativa alle amministrazioni che si sono succedute in questo comune.
| Periodo         | Periodo          | Primo cittadino       | Partito                     | Carica  | Note   |
| --------------- | ---------------- | --------------------- | --------------------------- | ------- | ------ |
| 4 giugno 1985   | 26 maggio 1990   | Angelo Davì           | -                           | Sindaco | [ 10 ] |
| 26 maggio 1990  | 17 dicembre 1991 | Angelo Davì           | -                           | Sindaco | [ 10 ] |
| 15 gennaio 1992 | 13 giugno 1994   | Giuseppe Rao          | Partito Socialista Italiano | Sindaco | [ 10 ] |
| 5 luglio 1994   | 25 maggio 1998   | Giuseppe Rao          | Forza Italia                | Sindaco | [ 10 ] |
| 25 maggio 1998  | 27 maggio 2003   | Giuseppe Rao          | lista civica                | Sindaco | [ 10 ] |
| 27 maggio 2003  | 17 giugno 2008   | Gianbattista Di Blasi | lista civica                | Sindaco | [ 10 ] |
| 17 giugno 2008  | 8 luglio 2013    | Carmelo Satta         | lista civica                | Sindaco | [ 10 ] |
| 11 giugno 2013  | 11 Giugno 2018   | Pietro Fiumara        | lista civica                | Sindaco | [ 10 ] |
| 11 giugno 2018  | 29 maggio 2023   | Natale Rao            | lista civica                | Sindaco | [ 10 ] |
| 29 maggio 2023  | in carica        | Natale Rao            | Sud chiama Nord             | Sindaco | [ 10 ] |

### Altre informazioni amministrative
Il comune di Alì fa parte delle seguenti organizzazioni sovracomunali: regione agraria n.6 (Montagna litoranea dei Peloritani).